# جف کرودینگتون
جف کرودینگتون (انگلیسی: Geoff Crudgington؛ زادهٔ ۱۴ فوریهٔ ۱۹۵۲) بازیکن فوتبال اهل بریتانیا است.
از باشگاه‌هایی که در آن بازی کرده‌است می‌توان به باشگاه فوتبال کرو آلکساندرا، باشگاه فوتبال سوانزی سیتی، باشگاه فوتبال استون ویلا، باشگاه فوتبال ولورهمپتون واندررز، باشگاه فوتبال پلیموث آرگیل، و باشگاه فوتبال برادفورد سیتی اشاره کرد.